# Portaherramientas
Un portaherramientas es un dispositivo de sujeción de la herramienta de corte de una máquina herramienta. Hay muchas herramientas de corte diferentes en cuanto a forma y tamaño. El tipo de portaherramientas debe ser elegido en función de la máquina y de la herramienta a utilizar. En las máquinas modernas de control numérico por computadora (CNC), la elección de un portaherramientas adecuado es importante para asegurar un mecanizado preciso con productividad. 

## Características necesarias
Las principales cualidades necesarias en un portaherramientas son:
- Ser suficientemente rígido para soportar las fuerzas de corte sin sufrir vibraciones durante el mecanizado y ofrecer estabilidad y repetibilidad al proceso.
- Tener precisión en la ubicación de la punta de la herramienta, especialmente, en herramientas rotativas, donde deben evitarse desviaciones en la coaxialidad de la herramienta, así como un insuficiente equilibrado que daría lugar a fuerzas centrífugas excesivas.
- Poder transmitir los esfuerzos de corte entre el soporte y la herramienta sin desplazamientos indeseados de la herramienta.
- Tener buena accesibilidad, versatilidad operativa y mantenimiento sencillo, para reducir los tiempos de cambio de herramienta y mantenimiento, como paradas de medición.

## Portaherramientas detorno

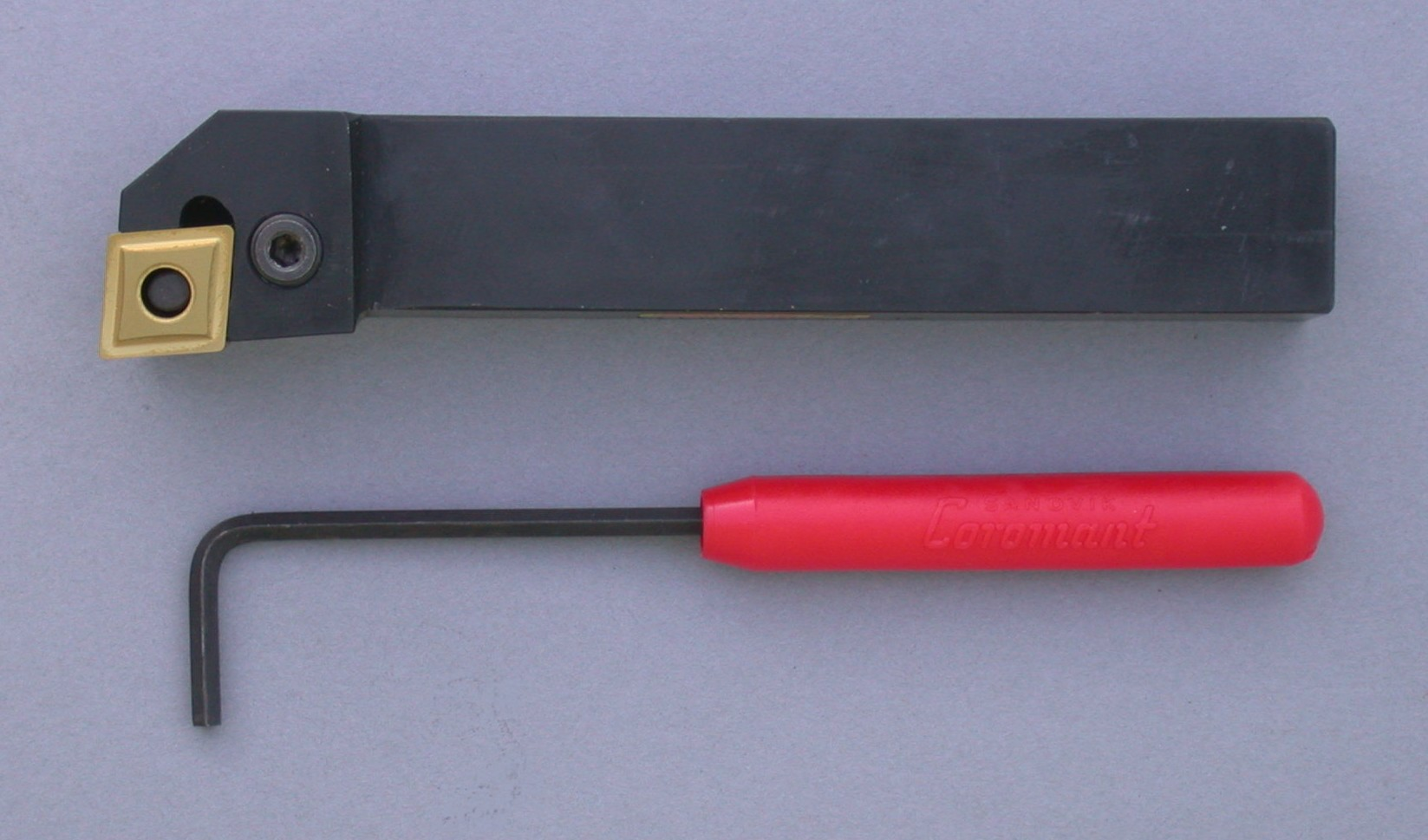
Portaherramienta para torneado exterior y llave Allen.

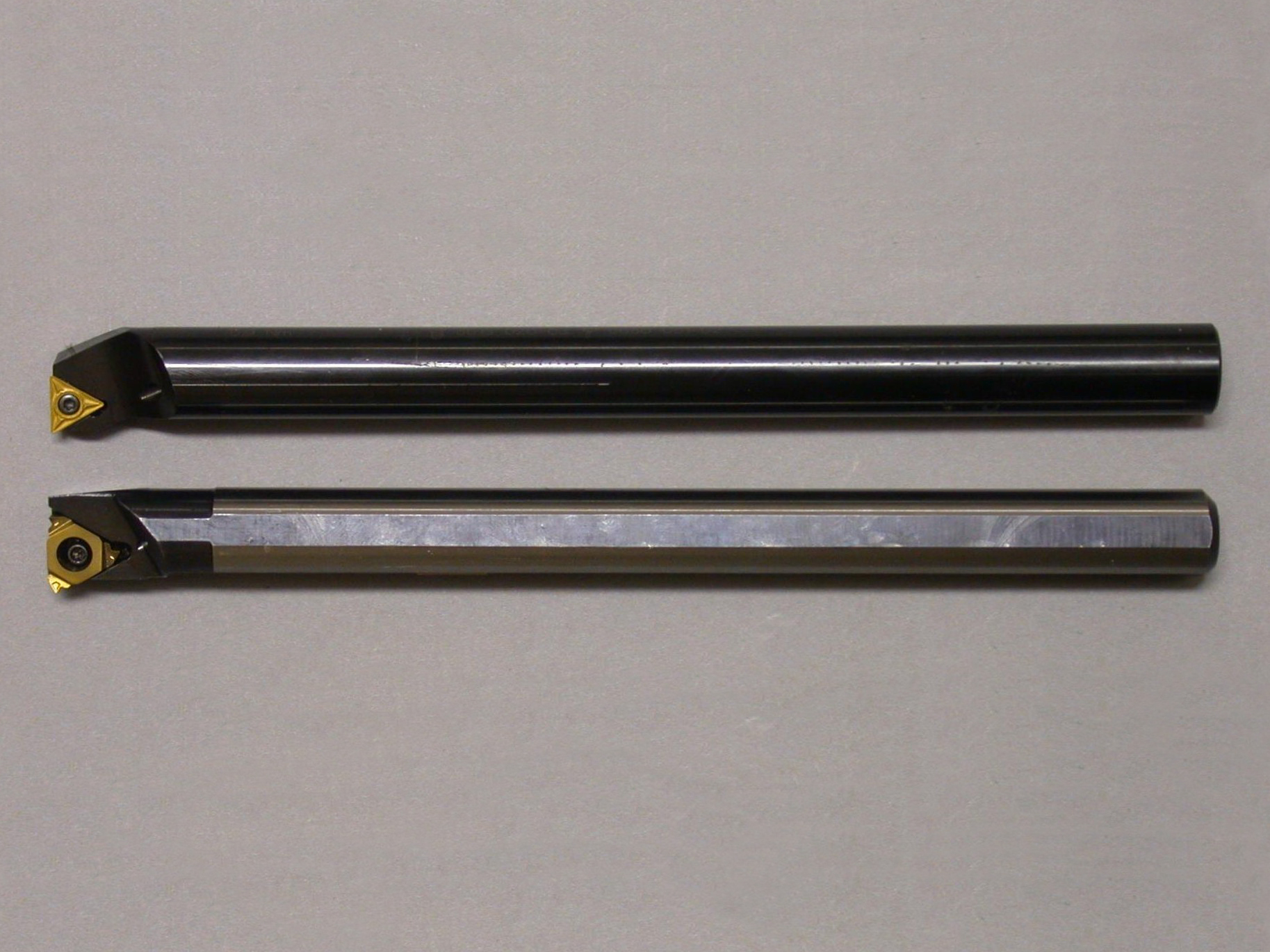
Portaherramientas de torno con plaquitas de roscar.

Los tornos de gran productividad utilizan portaherramientas de plaquitas intercambiables de metal duro que se atornillan al portaherramientas. Los tornos más artesanales utilizan herramientas enterizas con plaquitas de metal duro soldadas.
El tipo de operación y, en cierto modo, el tamaño de la pieza de trabajo, determinan la selección del sistema de sujeción.
Los tipos de portaplaquitas están definidos por el ángulo de posición y la forma y el tamaño de la plaquita que se utiliza.

## Portaherramientas defresadoras

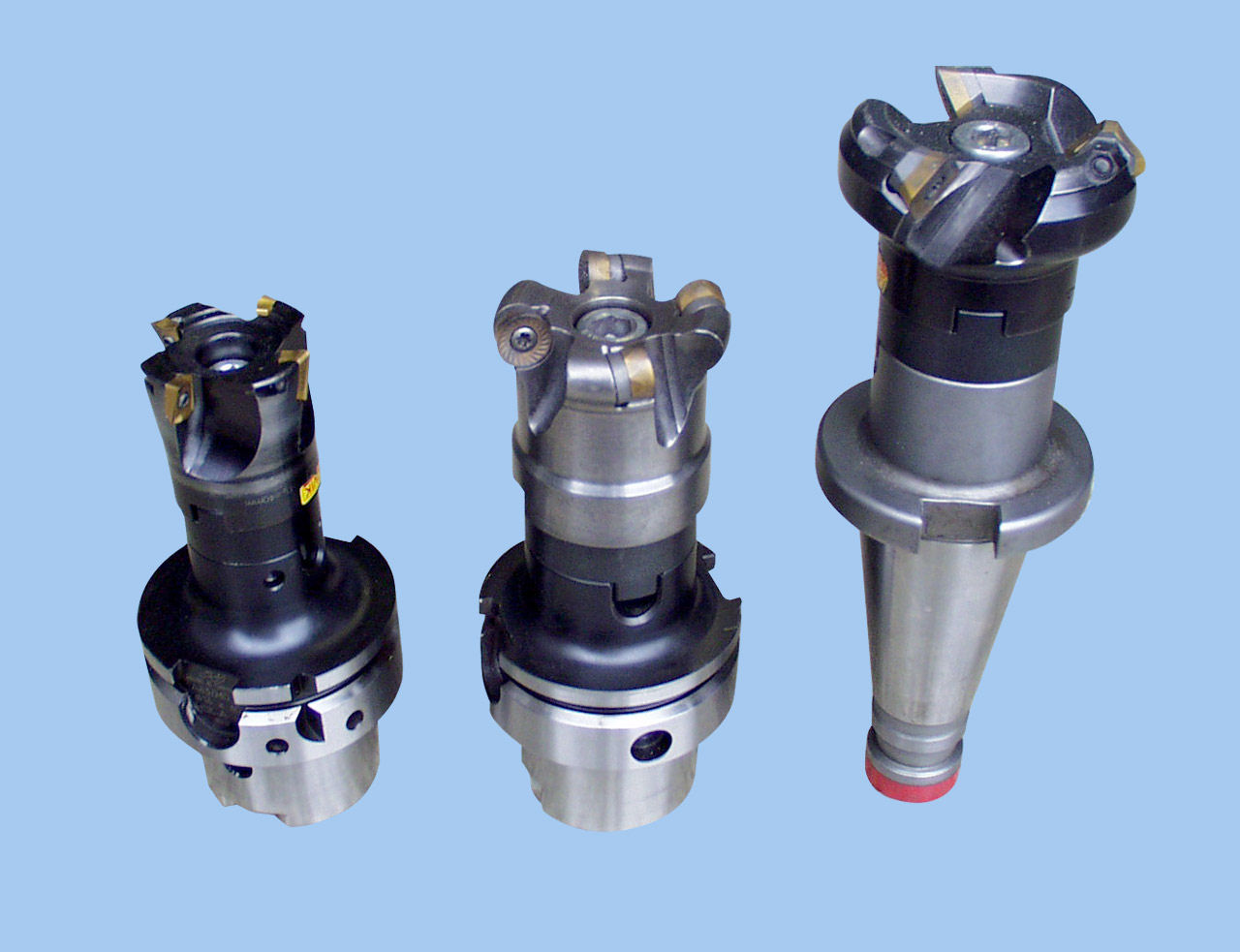
Portaherramientas de fresado.

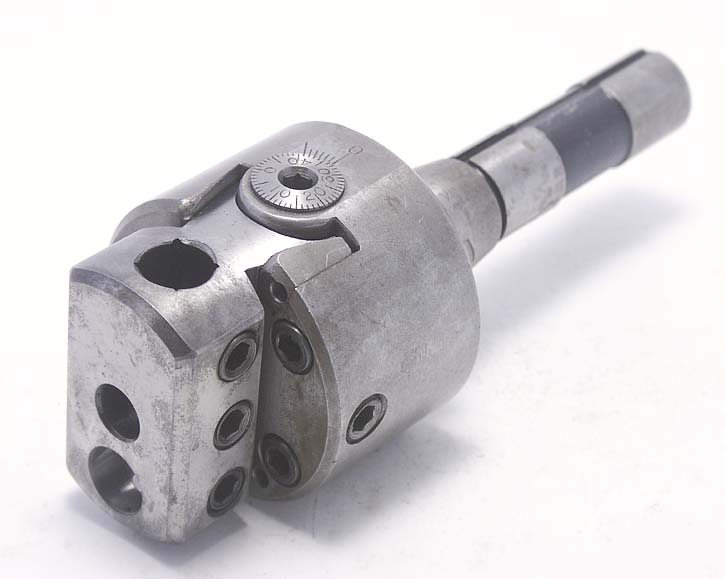
Portaherramientas de mandrinar de precisión.

El fresado consiste principalmente en el corte de metal con una herramienta rotativa de varios filos que ejecuta movimientos de avance programados sobre una pieza en casi cualquier dirección.
Las fresadoras modernas de CNC, se utilizan cada vez más para realizar planeados, agujeros, cavidades, superficies que antes se torneaban, roscas, etc. De donde se deduce que la gama de portaherramientas que se utilizan en las fresadoras de CNC se ha ampliado enormemente.
El portaherramientas de fresadora más común es el de plaquitas de metal duro intercambiable que tienen las fresas de planear, y donde el número de plaquitas que incorporan es variable de acuerdo con en diámetro de la fresa. Estos portaherramientas tienen un acoplamiento cónico ISO.

## Portaherramientas deltaladradoymandrinado

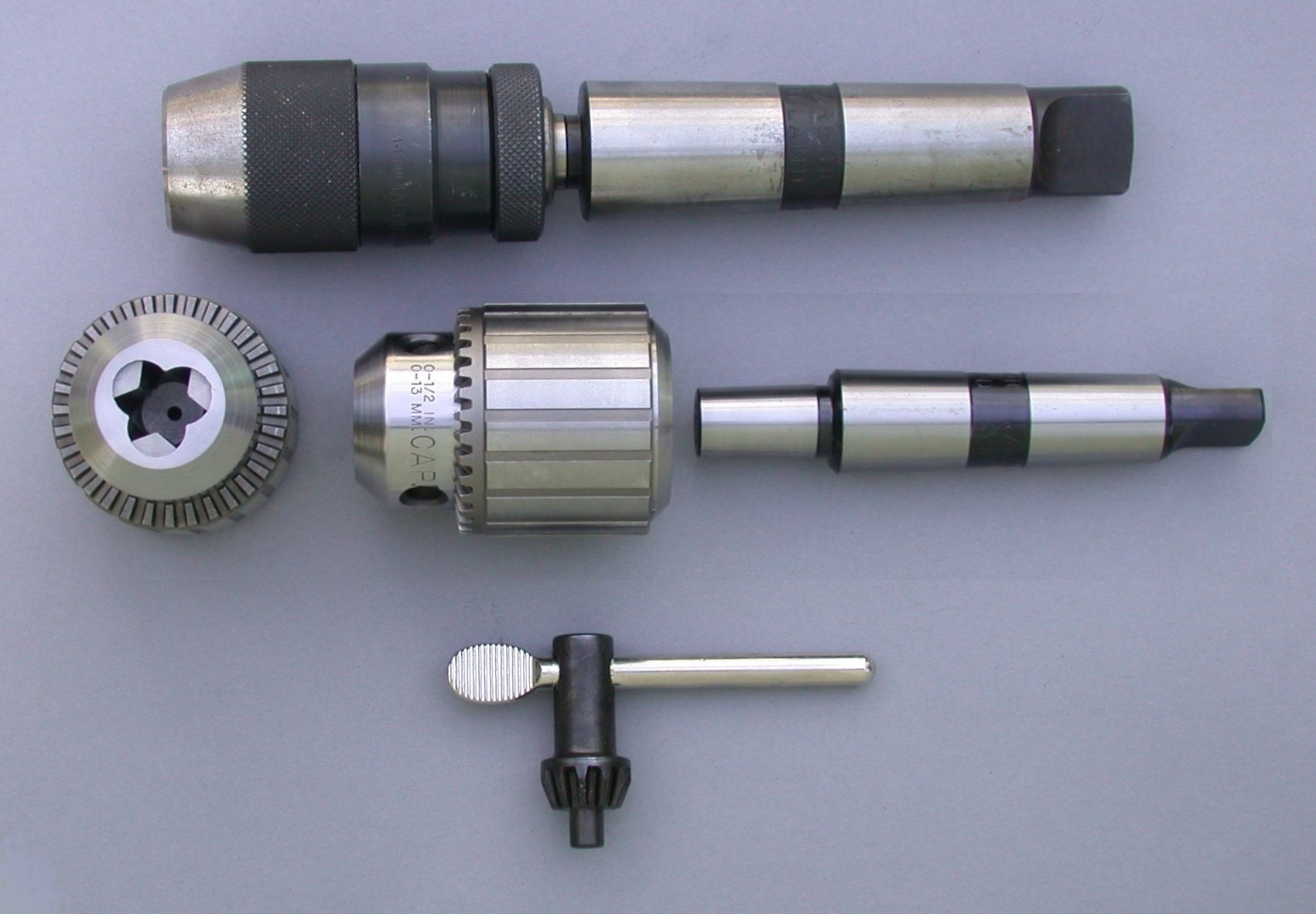
Portabrocas de cambio rápido (arriba) y portabrocas convencional.

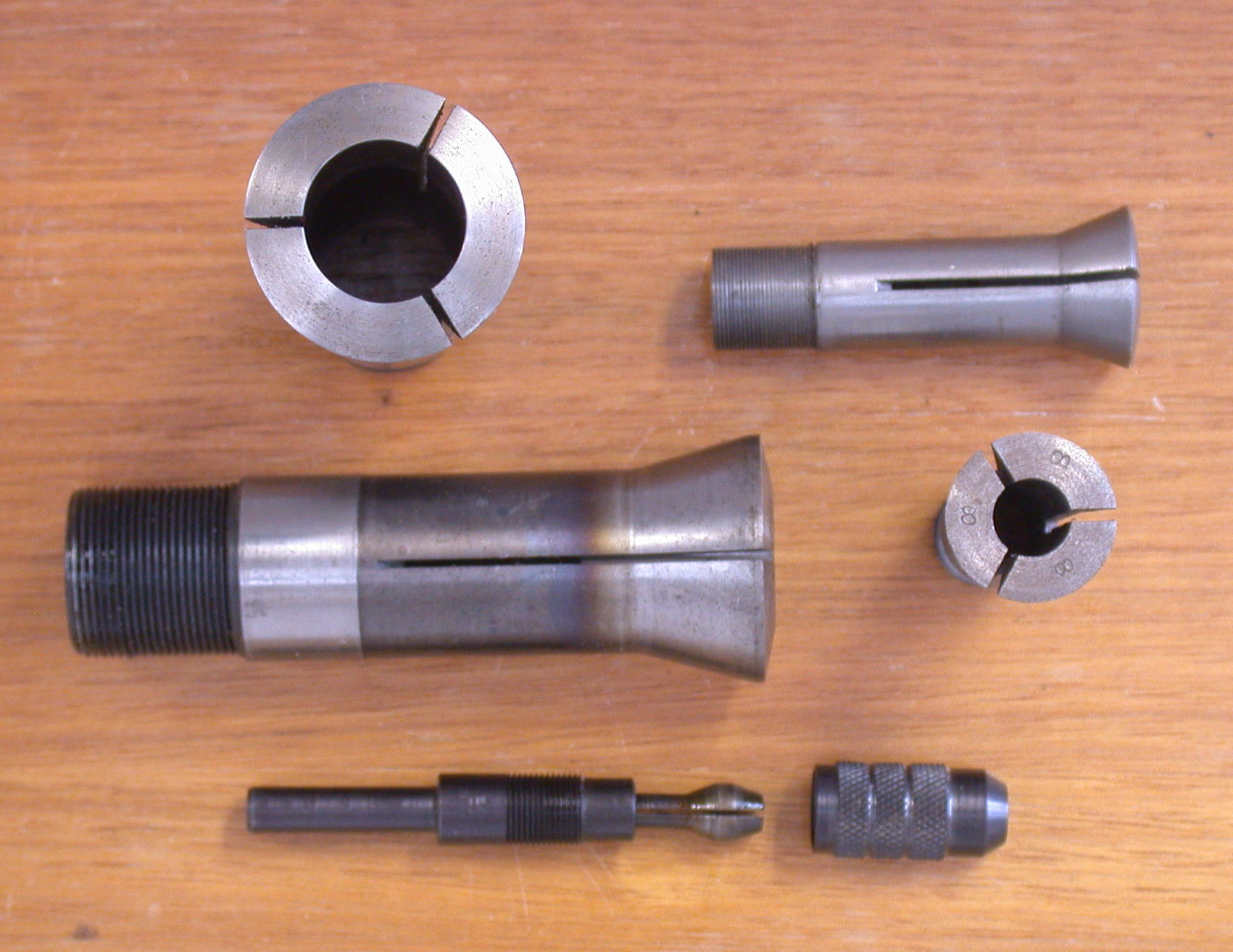
Pinzas de varios tamaños.

Los portaherramientas más conocidos del taladrado son los portabrocas convencionales, válidos para la sujeción de brocas cilíndricas cuando no hay requerimientos muy estrictos en cuanto a la desviación de la herramienta. En las taladradoras modernas de CNC se utilizan, portabrocas de precisión y adaptadores portapinzas con pinzas que permiten transmitir un mayor par de torsión con menor desviación. También se utilizan portabrocas de cambio rápido.
Para las herramientas de mandrinar se utilizan barras con plaquitas de metal duro soldadas o de plaquitas cambiables.
En las operaciones de roscado con macho se utilizan portaherramientas con acoplamientos con rigidez diseñada para compensar las diferencias entre el paso de rosca diseñado y el avance del macho. Además pueden incorporar un orificio para hacer pasar el refrigerante por el centro del vástago.